# Hannah Krüger

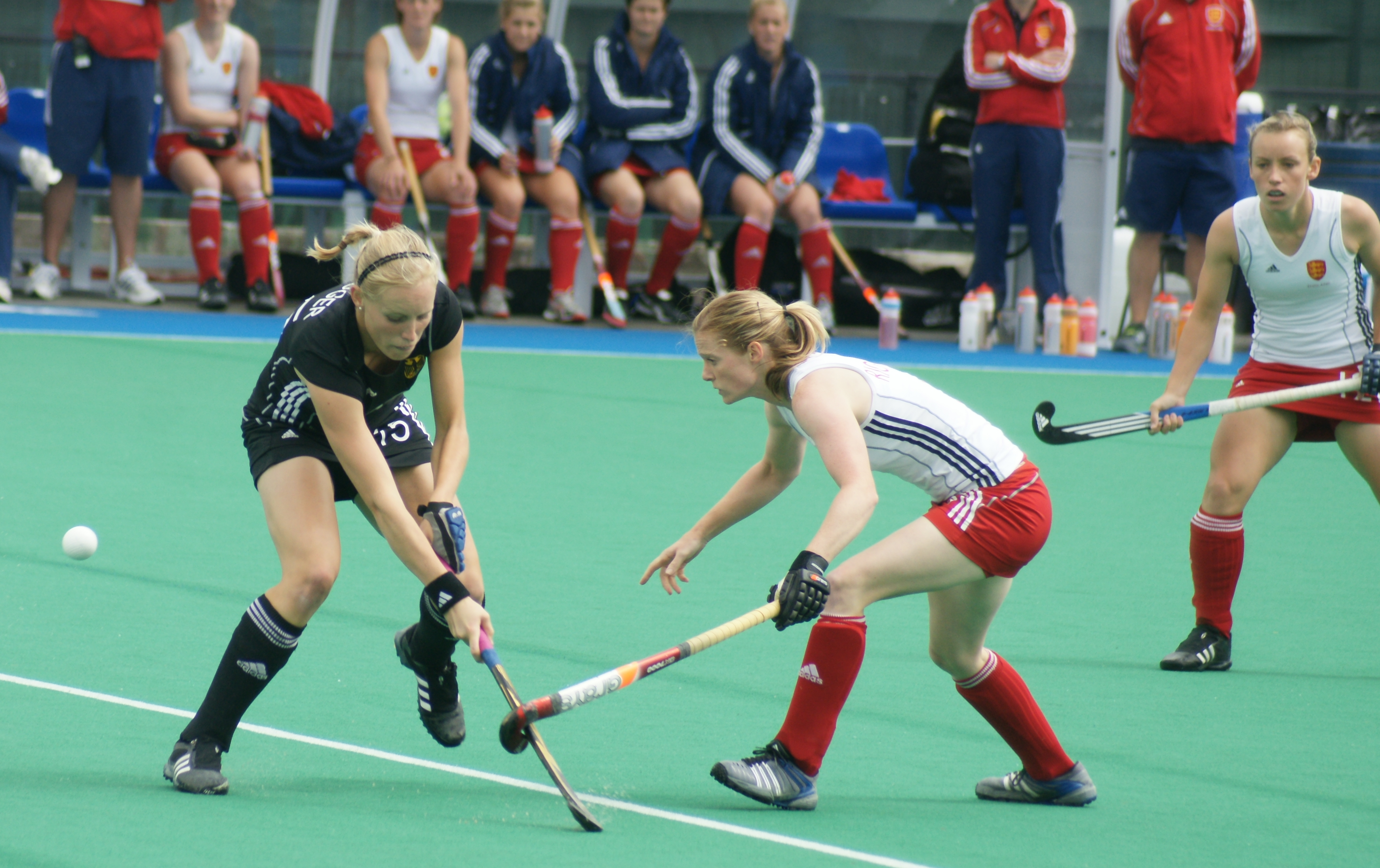
Hannah Krüger (links, 2010)

Hannah Erlach, geb. Krüger (* 4. September 1988 in Nürnberg) ist eine deutsche Hockey-Nationalspielerin. 
Hannah Krüger begann bei der HG Nürnberg mit dem Hockeyspiel und wechselte dann zum Münchner SC. 2015 waren die Münchnerinnen deutscher Vizemeister im Feldhockey.
Seit 2004 spielte sie auch in den deutschen Nationalmannschaften der verschiedenen Altersklassen, 2005 belegte sie mit der Auswahl des Deutschen Hockey-Bundes den zweiten Platz bei der U18-Europameisterschaft. 2008 gewann Hannah Krüger mit der deutschen Mannschaft die U21-Europameisterschaft. Nachdem sie am 6. Februar 2009 in der A-Nationalmannschaft debütierte, belegte sie bei der Weltmeisterschaft 2010 den vierten Platz. Bei der Europameisterschaft 2013 gewann Hannah Krüger mit der deutschen Mannschaft den Titel durch Penaltyschießen über England. Nach einem achten Platz bei der Weltmeisterschaft 2014 erreichte Hannah Krüger mit der deutschen Nationalmannschaft durch einen Sieg über Spanien den dritten Platz bei der Europameisterschaft 2015. Bei den Olympischen Spielen 2016 in Rio de Janeiro gewann sie mit der deutschen Mannschaft das Spiel um die Bronzemedaille gegen Neuseeland. Insgesamt absolvierte Hannah Krüger bislang 166 Länderspiele.
Für den Gewinn der Bronzemedaille bei den Olympischen Spielen 2016 wurde sie gemeinsam mit ihrer Mannschaft am 1. November 2016 mit dem Silbernen Lorbeerblatt geehrt.
Im Vorfeld der Olympischen Spiele 2016 schloss Krüger ihr Lehramtsstudium für Biologie und Chemie am Gymnasium ab.